# 平胸蛛属
平胸蛛属（學名：Toschia）是皿蛛科微蛛亚科之下的一個属，由Lodovico di Caporiacco 於1949年首度描述。

## 物種
截至2019年6月，本屬只有十個物種，除了一個物種於中华人民共和国山东省平原县發現之外，其餘九個物種均散布於非洲大陸，見於中部非洲、东非及南非。這十個物種分別如下：
- Toschia aberdarensis（瑞典语：Toschia aberdarensis） Holm, 1962：東非肯雅
- Toschia casta（瑞典语：Toschia casta） Jocqué & Scharff, 1986：東非坦桑尼亞
- 隐藏平胸蛛 Toschia celans Gao, Xing & Zhu, 1996：見於中华人民共和国山东省平原县[2]。
- Toschia concolor（瑞典语：Toschia concolor） Caporiacco, 1949：東非肯雅
- Toschia cypericola（瑞典语：Toschia cypericola） Jocqué, 1981：東非馬拉維
- Toschia minuta（瑞典语：Toschia minuta） Jocqué, 1984：南非
- Toschia picta（瑞典语：Toschia picta） Caporiacco, 1949：模式種，剛果及肯雅
- Toschia spinosa（瑞典语：Toschia spinosa） Holm, 1968：剛果
- Toschia telekii（瑞典语：Toschia telekii） Holm, 1962：東非肯雅
- Toschia virgo（瑞典语：Toschia virgo） Jocqué & Scharff, 1986：東非坦桑尼亞